# Circonscription de Gercheche
La circonscription de Gercheche est une des 135 circonscriptions législatives de l'État fédéré Amhara, elle se situe dans la Zone Ouest Godjam. Son représentant actuel est Minas Hiruy Salaynu.